# Don Moye
Don Moye, nome completo Famoudou Don Moye (Rochester, 1946), è un batterista e percussionista statunitense.
È conosciuto principalmente per aver fatto parte dell'Art Ensemble of Chicago e per la sua padronanza nel suonare strumenti a percussione provenienti dall'Africa e dai Caraibi. In Italia ha collaborato con diversi musicisti napoletani, come Tony Esposito, Pino Daniele, James Senese, Rino Zurzolo, Ernesto Vitolo, Tullio De Piscopo ed altri.